# Manuela Cauqui Benítez
Manuela Cauqui Benítez (Jerez de la Frontera, 16 de enero de 1925 - Íbid., 10 de diciembre de 2001) fue una cantaora flamenca conocida como Manolita de Jerez. 

## Biografía
Manuela nació en Jerez de la Frontera, en la calle Palma número 6, el 16 de enero de 1925. Años después la familia se mudó al 16 de la calle Molineros, en el barrio de San Miguel, 

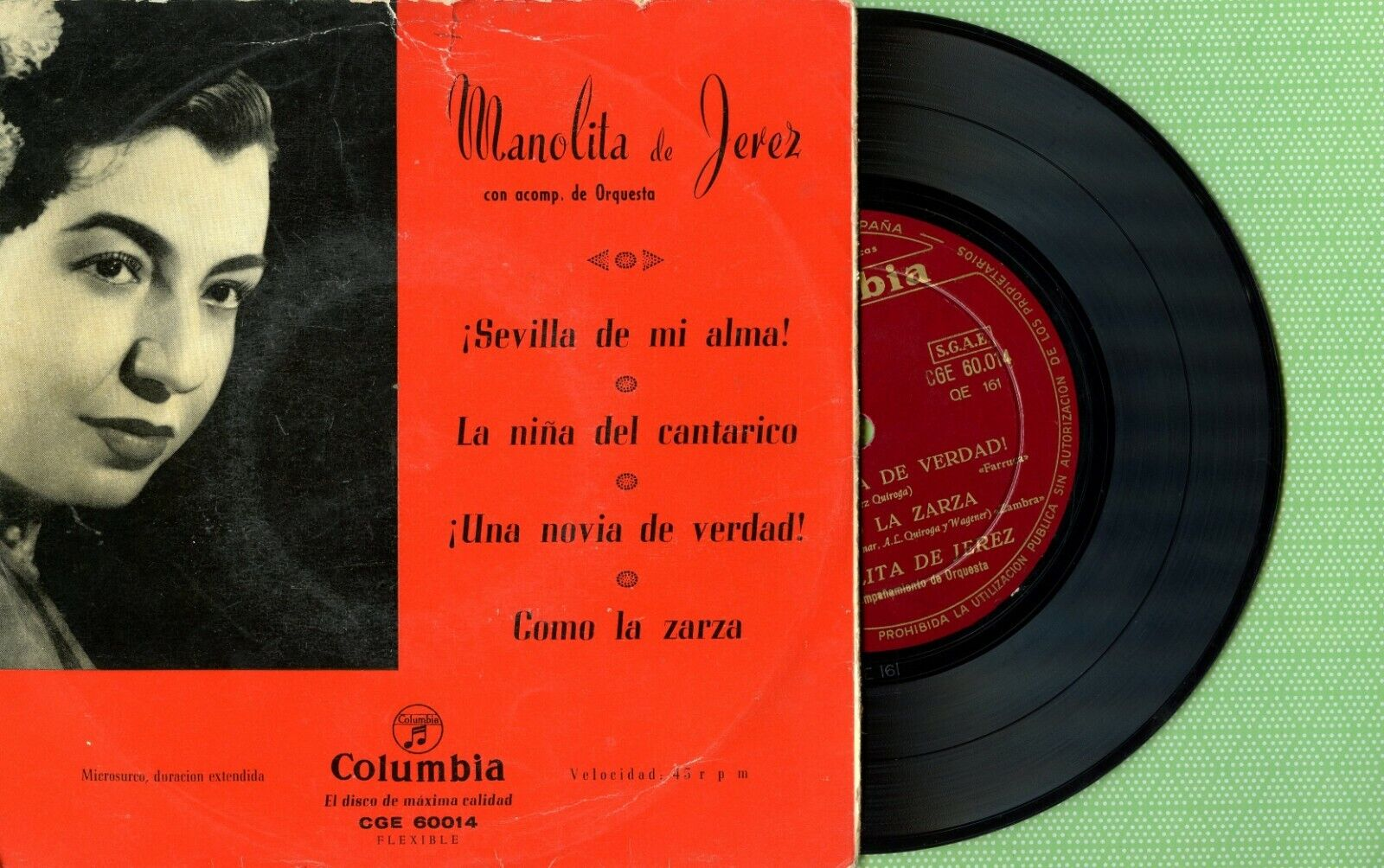
Disco de 45 rpm con canciones interpretadas por Manolita de Jerez.

Con tan solo 13 años, Manolita debutó en el espectáculo 'Ópera Flamenca', junto a Manuel Vallejo, Juan Varea y Caracolillo de Cai.
A los 15, se presentó en el Teatro Villamarta de Jerez, aunque la mayor parte de su carrera la dedicó a recorrer el mundo con diversas compañías flamencas.
Su participación en el teatro Villamarta, donde destacó por su desparpajo, hizo que se fijara en ella Lili Murati, quien la incluyó en su elenco, pero no pudo incorporarse debido a la muerte de su padre.
En el teatro jerezano actuaría tan solo dos ocasiones, la última en 1953, con la compañía de Pepe Iglesias.
A los 16 años participa en un concurso de saetas convocado por Radio Jerez, ganando las mil pesetas del premio. 
Su destreza como saetera también fue destacada. Manuel Ríos Ruiz incluye su nombre en una lista corta de expertos en saeta junto a Manuel Torre, Isabelita de Jerez, el Gloria y otros intérpretes legendarios. 
Con 18 años, grabó algunas canciones populares acompañada a la guitarra de Manuel Bonet, y en otras ocasiones con Niño Ricardo.
Pronto, se unió a la compañía de Pepe Iglesias, conocido como 'El Zorro', y luego a las de Farina, Porrina de Badajoz y Ana Esmeralda, Con esta última estuvo en Oriente Medio, luego a París y Londres. 
En 1953 se presentaría en el Teatro Calderón de Madrid. El famoso bailarín y coreógrafo italo-español José Greco reclutó a Manolita para su compañía a partir de 1955.
La etapa con José Greco marcó una extensa gira mundial durante diez años, incluyendo películas y discos. La compañía, compuesta por destacados artistas, hizo giras por América, Europa, Japón y Cuba. Sin embargo, su contribución muchas veces pasaba desapercibida, eclipsada por el nombre de la compañía. Aunque compartió escenario con grandes figuras.

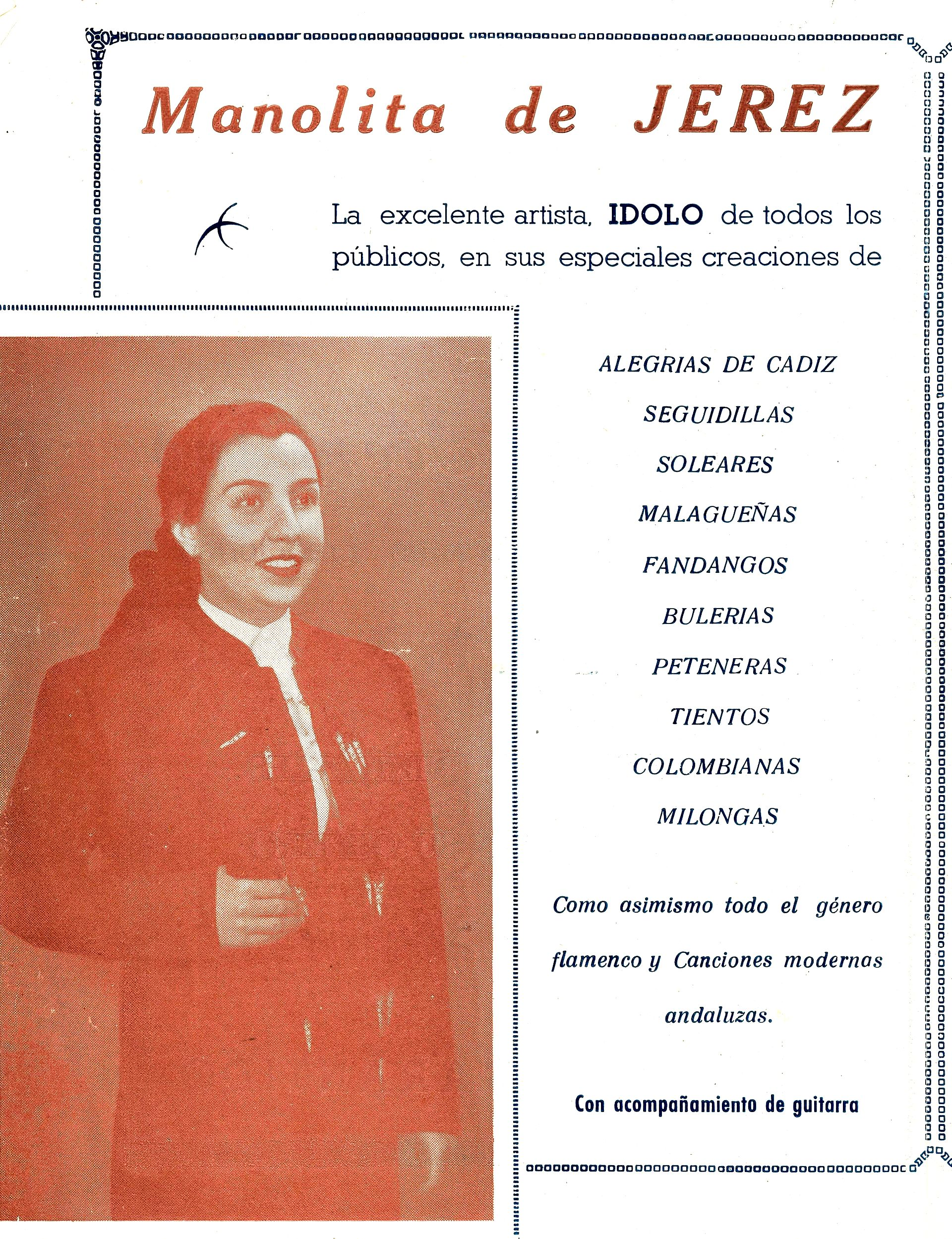
Programa publicitario anunciando a Manolita de Jerez.

Ha recorrido los principales escenarios de mundo interpretando los cantes más destacados de su paisano Chacón: malagueñas. También se la reconoce como fiel y exacta cantaora de fandangos, en su variadísima gama, los cantes de Cádiz y los llamados cantes festeros.
Incluso le llevó a cantar en dos películas icónicas de Hollywood: 'La vuelta al mundo en 80 días' (1956), de Michael Anderson, y en 'El barco de los locos' (1965), de Stanley Kramer.
Con él colaboraría en dos discos LP, en Flamenco 'Fury' (1958), y en 'Noche de Flamenco' (1959), mostrando su versatilidad al interpretar granaína, milonga, serrana, malagueña, alegrías y guajira. La prensa norteamericana definió su voz de esta forma: 'A dark voiced Flamenco'.
En torno a los 40 años, una infección marcó el declive de su salud. A raíz de ahí todo le fue cuesta abajo, poco a poco la infección Iritis' fue a más. Comenzó a afectarle la vista, lo que la obligó a volver de los Estados Unidos, rechazando una gira por Sudamérica.
Manolita de Jerez regresaría a España en 1965, Sus últimos años vivió en un piso de la barriada de La Plata, recibiendo el apoyo de su familia, especialmente los cuidados de su sobrina Nieves Oviedo. Manuela, que se mantuvo soltera, fallecería en su ciudad natal el 10 de diciembre de 2001, a los 76 años
El Cine-Club Popular de Jerez ha propuesto al Ayuntamiento la rotulación de una calle con su nombre.